# Filippo Tommaso Marinetti
Filippo Tommaso Marinetti (Alexandria (Egyiptom), 1876. december 22. – Bellagio (Olaszország), 1944. december 2.) az olasz avantgárd irodalom alakja, fasiszta politikus, az olasz futurizmus atyja.

## Élete
Marinetti egyiptomi olasz ügyvéd fiaként született, milliomos családban. Francia jezsuita iskolába járt Párizsban, majd Genovában tanult. Irodalmi és jogi doktorátust szerzett.
Első műveit franciául írta: Öreg tengerészek (1897), A csillagok meghódítása (1902), Rombolás (1904, verseskötet), Dinomdánom király (1910, szatirikus dráma). Ebben az időszakban Párizs és Milánó között járt-kelt. 1905-ben Poesia címen folyóiratot indított. 1909-ben a Le Figaro lapjain közzétette futurista manifesztumát Futurista kiáltvány címmel (Manifesto del futurismo). Ugyancsak ebben az időszakban francia műveket írt a futurizmus szellemében, mint például Az istenek mennek, d’Annunzio marad (1908), A testi város (1908), Elektromos bakák (1909). Ekkor keletkezett híres regénye a Futurista mafarka (1910) miatt szeméremsértésért perbe fogták, majd a vádat ejtették.
A kiáltvány megjelenése után Európa-szerte vezérköltő, ideológus és reklámfőnök lett. Színházi és utcai botrányokat szervezett. Ennek hatására híveinek száma csökkenni kezdett. Ezután írta A tripoliszi csata (1911), a Drinápoly bombázása (1914), a Zang Tum Tumb (1914) című műveit. A pápa monoplánja (1912) programalkotó irodalmi alkotása még ugyancsak franciául született. Óriási botrányt keltett Az asszony ingatag (1910) színműve is.
1914–15-ben Marinetti kezdeményezte a fasiszta ideológiát, aminek alappillére a Hármas Szövetségből kiugrással indítandó háború, a Risorgimento utolsó háborúja az olaszlakta területekért. Interventista tüntetéseket is szervezett, majd Mussolinivel együtt őrizetbe vették. 1915-ben Olaszország belépett a háborúba, Mussolini is harcolt itt és megsebesült. Marinetti ezt is igazolta rögtön egy írásával, melynek Háború, a világ egyetlen higiéniája (1915) volt a címe. További művei az I. világháború idején: Hogyan kell a nőket elcsábítani (1917), Egy női has (1918), Egy bombában nyolc lélek (1919, önéletrajzi regény), Futurista demokrácia (1919, manifesztum).
1919-ben Marinetti jelölteti magát a választásokon. Azonban megbukik Mussolinivel együtt, s másnap bebörtönzik állambiztonság elleni merényletért és fegyveres csapatok szervezéséért. Ekkor írja A kommunizmuson túl (1920, tanulmány) című tanulmányát. A börtön után Milánóban megjelenik következő irodalmi szakaszának előrejelző műve: A szavak futurista szabadsággal (1919, francia) című munkája.
1924-ben esett utolsó nyilvános botránya a velencei biennálé megnyitásán: megszakította a király beszédét, és őrizetbe vették. 1922-ben, a fasiszta hatalomátvétel idején, majd a fasiszta berendezkedés korában történt Marinetti igazi politikai és művészeti megdicsőülése. Kifejtette a fasizmus és futurizmus hasonló elveit Futurizmus és fasizmus (1924) címmel. Szimbolikus tartalmú drámái egyre nagyobb sikert értek el. Ekkor írta Tűzdob (1923), A hadifoglyok és a szerelem (1927), A szív óceánja (1927), A meztelen súgó (1928) című drámákat.
1929-ben az író a fasiszta Accademia d’Italia tagja lett, ahol osztálytitkári címet kapott. Ekkor alkotta A futurista konyha (1932) alkotását, mely lázadás a népszerű olasz étel, a pastasciutta ellen.
Az 1930-as években elkezdődött utolsó korszaka a Festett ajkú novellák (1933), és az Első légiszótár (1935-36) megszületésével. 1935–36-ban az etiópiai háborúban szerzett élményeit is megírta, amelyben betűrendben felsorolja az olasz méltóságok nevét. 1944-ben az olasz bábállam területén halt meg.

## Művei
Költészete alapvetően két korszakra osztható, egy futurizmus előtti időszakra és a futurizmus korára.
A futurizmus előtti korszakára az egzotikum és primitív keresése, a titok és erotika kedvelése, a mindenhol meghökkentés és elborzasztás jellemző, ami feltehetően a sátánizmus divatjából származik. Már ebben a művészeti szakaszban megjelenik a technika, a lendület, a sebesség dicsőítése.
A futurista költő alkotásaiban is a dinamizmus és a szimultanizmus uralkodik. A fejlődő, iparosodott világ technikáját csodálja. Magasztalja a gépeket, az energiát, az erőt. Jellegzetesen a mozgásábrázolásra helyezi a hangsúlyt.
A Futurista kiáltványban szimbolista jelképrendszert alkalmaz. Jellegzetességei a „végzetes egzotizmus”, az „erotikával fűszerezett pesszimizmus”, az „anarchisztikus – voluntarista lendület”. Feladatának tekinti az emberi fajt kutatni.

## További olasz futuristák
- Paolo Buzzi (1874–1956)
- Luciano Folgore (1888–1966)
- Conrado Govoni
- Luigi Russolo (1885–1947) zeneszerző, hangszerkonstruktőr, festőművész